# 王贤妃 (明英宗)
昭肅靖端賢妃，亦稱為王賢妃（1430年—1474年2月9日），名不詳，北直隸順天府薊州遵化縣人。錦衣衛千戶王徵之女，明朝明英宗朱祁鎮之妃。

## 生平
根據《明實錄》的記載，王賢妃是薊州遵化縣人，父親為錦衣衛千戶王徵，母親為李氏。宣德五年（1430年）出生，「甫三歲，選入內庭」。天順元年四月十三日（1457年5月6日），冊立「貴妃周氏及諸妃」，明英宗派遣太平侯張軏為正使，武功伯徐有貞為副使持節行禮，王氏當在此時被正式冊封為賢妃。王賢妃「稟性柔和，為英廟所倚重」。天順八年正月十六日（1464年2月22日），明英宗病重，召皇太子朱見深及太監牛玉等人到病榻前，囑咐他們說殉葬不是古禮，仁者不忍，所以眾妃不必殉葬，並且吩咐他們要挑選好地方建造陵寢，錢皇后壽終之後與他合葬，貞順懿恭惠妃劉氏的墳墓亦需遷來，以後諸妃依次祔葬。翌日，明英宗駕崩，王賢妃等明英宗遺孀開始守寡生活，不需要殉葬。成化十年正月二十三日（1474年2月9日），王賢妃薨逝，終年四十五歲，明英宗的兒子明憲宗朱見深輟朝五日，並且賜四字謚號「昭肅靖端」，稱王氏為昭肅靖端賢妃。其後，王氏葬於北京金山。